# 1477년

## 연호
- 명(明) 성화(成化) 13년
- 일본(日本) 분메이(文明) 9년
- 후 레 왕조(後黎朝) 홍득(洪德) 8년

## 기년
- 류큐(琉球) 쇼신왕(尚真王) 원년
- 명(明) 헌종 성화제(憲宗 成化帝) 13년
- 조선(朝鮮) 성종(成宗) 8년
- 후 레 왕조(後黎朝) 성종(聖宗) 18년

## 사건
- 웁살라 대학교 설립.